# حرفو
حرفو (بالصومالية: Xarfo)‏ بلدة في محافظة مدج وسط الصومال.

## خلفية تاريخية
استوطنت بلدة حرفو لأول مرة عام 1900، وكانت حينها ثكنة عسكرية لسلطنة هوبيو، وتوسعت في عهد السلطان علي يوسف كينديد، وترشحت لاعتمادها كبلدة في الثمانينيات، واعتمدت بلدة تابعة لمحافظة مدج في التسعينيات، وتشهد حرفو تطورا متزايدا منذ إنشاء بونتلاند في عام 1998 نتيجة ضخ المهاجريين الصوماليين في الشتات استثماراتهم في البلدة.
يصل عدد سكان بلدة حرفو أكثر من 20.000 نسمة، ويقع فيها المقر الرئيسي لجمارك بونتلاند، وتُعتبر تاسع أكبر مدينة في بونتلاند.

## الإدارة
تقع حرفو شمال وسط الصومال وتنقسم إلى أربع مناطق إدارية رئيسية تسمى جيبوتي،أُبح، هِلّاع، ودجر.

## التعليم
يوجد في حرفو عدد من المؤسسات الأكاديمية، ووفقًا لوزارة التربية والتعليم التعليم في بونتلاند تضم حرفو مدارس ابتدائية ومدرسة ثانوية واحدة، من ضمنها مدرسة الحرية الابتدائية ومدرسة السلام والتنمية، ومدرسة الفرقان الابتدائية، ومدرسة سلطان هُرِّي الثانوية الوحيدة في حرفو.

## روابط خارجية
- حرفو ، مدق ، الصومال[وصلة مكسورة]